# 1898年
1898年（1898 ねん）は、西暦（グレゴリオ暦）による、土曜日から始まる平年。明治31年。

## 他の紀年法
- 干支 : 戊戌
- 日本（月日は一致）
  - 明治31年
  - 皇紀2558年
- 清 : 光緒23年12月9日 - 光緒24年11月19日
- 朝鮮（月日は一致）
  - 大韓帝国 : 光武2年
  - 檀紀4231年
- 阮朝（ベトナム） : 成泰9年12月9日 - 成泰10年11月19日
- 仏滅紀元 : 2440年 - 2441年
- イスラム暦 : 1315年8月7日 - 1316年8月17日
- ユダヤ暦 : 5658年4月7日 - 5659年4月18日
- 修正ユリウス日(MJD) : 14290 - 14654
- リリウス日(LD) : 115131 - 115495

## カレンダー
| 1月 |    |    |    |    |    |    |
| 日  | 月 | 火 | 水 | 木 | 金 | 土 |
|     |    |    |    |    |    | 1  |
| 2   | 3  | 4  | 5  | 6  | 7  | 8  |
| 9   | 10 | 11 | 12 | 13 | 14 | 15 |
| 16  | 17 | 18 | 19 | 20 | 21 | 22 |
| 23  | 24 | 25 | 26 | 27 | 28 | 29 |
| 30  | 31 |    |    |    |    |    |
|     |    |    |    |    |    |    |

| 2月 |    |    |    |    |    |    |
| 日  | 月 | 火 | 水 | 木 | 金 | 土 |
|     |    | 1  | 2  | 3  | 4  | 5  |
| 6   | 7  | 8  | 9  | 10 | 11 | 12 |
| 13  | 14 | 15 | 16 | 17 | 18 | 19 |
| 20  | 21 | 22 | 23 | 24 | 25 | 26 |
| 27  | 28 |    |    |    |    |    |
|     |    |    |    |    |    |    |

| 3月 |    |    |    |    |    |    |
| 日  | 月 | 火 | 水 | 木 | 金 | 土 |
|     |    | 1  | 2  | 3  | 4  | 5  |
| 6   | 7  | 8  | 9  | 10 | 11 | 12 |
| 13  | 14 | 15 | 16 | 17 | 18 | 19 |
| 20  | 21 | 22 | 23 | 24 | 25 | 26 |
| 27  | 28 | 29 | 30 | 31 |    |    |
|     |    |    |    |    |    |    |

| 4月 |    |    |    |    |    |    |
| 日  | 月 | 火 | 水 | 木 | 金 | 土 |
|     |    |    |    |    | 1  | 2  |
| 3   | 4  | 5  | 6  | 7  | 8  | 9  |
| 10  | 11 | 12 | 13 | 14 | 15 | 16 |
| 17  | 18 | 19 | 20 | 21 | 22 | 23 |
| 24  | 25 | 26 | 27 | 28 | 29 | 30 |
|     |    |    |    |    |    |    |

| 5月 |    |    |    |    |    |    |
| 日  | 月 | 火 | 水 | 木 | 金 | 土 |
| 1   | 2  | 3  | 4  | 5  | 6  | 7  |
| 8   | 9  | 10 | 11 | 12 | 13 | 14 |
| 15  | 16 | 17 | 18 | 19 | 20 | 21 |
| 22  | 23 | 24 | 25 | 26 | 27 | 28 |
| 29  | 30 | 31 |    |    |    |    |
|     |    |    |    |    |    |    |

| 6月 |    |    |    |    |    |    |
| 日  | 月 | 火 | 水 | 木 | 金 | 土 |
|     |    |    | 1  | 2  | 3  | 4  |
| 5   | 6  | 7  | 8  | 9  | 10 | 11 |
| 12  | 13 | 14 | 15 | 16 | 17 | 18 |
| 19  | 20 | 21 | 22 | 23 | 24 | 25 |
| 26  | 27 | 28 | 29 | 30 |    |    |
|     |    |    |    |    |    |    |

| 7月 |    |    |    |    |    |    |
| 日  | 月 | 火 | 水 | 木 | 金 | 土 |
|     |    |    |    |    | 1  | 2  |
| 3   | 4  | 5  | 6  | 7  | 8  | 9  |
| 10  | 11 | 12 | 13 | 14 | 15 | 16 |
| 17  | 18 | 19 | 20 | 21 | 22 | 23 |
| 24  | 25 | 26 | 27 | 28 | 29 | 30 |
| 31  |    |    |    |    |    |    |
|     |    |    |    |    |    |    |

| 8月 |    |    |    |    |    |    |
| 日  | 月 | 火 | 水 | 木 | 金 | 土 |
|     | 1  | 2  | 3  | 4  | 5  | 6  |
| 7   | 8  | 9  | 10 | 11 | 12 | 13 |
| 14  | 15 | 16 | 17 | 18 | 19 | 20 |
| 21  | 22 | 23 | 24 | 25 | 26 | 27 |
| 28  | 29 | 30 | 31 |    |    |    |
|     |    |    |    |    |    |    |

| 9月 |    |    |    |    |    |    |
| 日  | 月 | 火 | 水 | 木 | 金 | 土 |
|     |    |    |    | 1  | 2  | 3  |
| 4   | 5  | 6  | 7  | 8  | 9  | 10 |
| 11  | 12 | 13 | 14 | 15 | 16 | 17 |
| 18  | 19 | 20 | 21 | 22 | 23 | 24 |
| 25  | 26 | 27 | 28 | 29 | 30 |    |
|     |    |    |    |    |    |    |

| 10月 |    |    |    |    |    |    |
| 日   | 月 | 火 | 水 | 木 | 金 | 土 |
|      |    |    |    |    |    | 1  |
| 2    | 3  | 4  | 5  | 6  | 7  | 8  |
| 9    | 10 | 11 | 12 | 13 | 14 | 15 |
| 16   | 17 | 18 | 19 | 20 | 21 | 22 |
| 23   | 24 | 25 | 26 | 27 | 28 | 29 |
| 30   | 31 |    |    |    |    |    |
|      |    |    |    |    |    |    |

| 11月 |    |    |    |    |    |    |
| 日   | 月 | 火 | 水 | 木 | 金 | 土 |
|      |    | 1  | 2  | 3  | 4  | 5  |
| 6    | 7  | 8  | 9  | 10 | 11 | 12 |
| 13   | 14 | 15 | 16 | 17 | 18 | 19 |
| 20   | 21 | 22 | 23 | 24 | 25 | 26 |
| 27   | 28 | 29 | 30 |    |    |    |
|      |    |    |    |    |    |    |

| 12月 |    |    |    |    |    |    |
| 日   | 月 | 火 | 水 | 木 | 金 | 土 |
|      |    |    |    | 1  | 2  | 3  |
| 4    | 5  | 6  | 7  | 8  | 9  | 10 |
| 11   | 12 | 13 | 14 | 15 | 16 | 17 |
| 18   | 19 | 20 | 21 | 22 | 23 | 24 |
| 25   | 26 | 27 | 28 | 29 | 30 | 31 |
|      |    |    |    |    |    |    |

## できごと

### 1月
- 1月1日 - 沖縄県が徴兵令の対象となる
- 1月12日 - 第3次伊藤内閣成立
- 1月13日 - エミール・ゾラがドレフュス事件に関する公開質問状を掲載（"J'accuse"）
- 1月20日 - 元帥府条例公布

### 2月
- 2月15日 - ハバナ湾で米海軍の戦艦メイン (ACR-1)が爆発し沈没（米西戦争の一因）
- 2月25日 - 大師電気鉄道（後の京浜急行電鉄）創立
- 2月24日 - 日本鉄道の機関手四百名が同盟罷工（日本初の鉄道スト）
- 2月26日 - 児玉源太郎が台湾総督に就任

### 3月
- 3月6日 - 独清条約調印（ドイツ帝国が膠州湾を清より租借）
- 3月15日 - 第5回衆議院議員総選挙
- 3月22日 - 時事新報が社説「支那人親しむ可し」を掲載
- 3月27日 - ロシア帝国が関東州を清から租借（旅順・大連租借に関する露清条約）

### 4月
- 4月22日 - 米西戦争: 米海軍がキューバの海上封鎖を開始
- 4月24日 - この年の4月22日に行なわれた日本の要求に基づき清が福建省の不割譲を宣言
- 4月25日
  - 西・ローゼン協定
  - 米西戦争: 米国がスペインに宣戦布告
- 4月30日 - トラピスチヌ修道院創立

### 5月
- 5月1日 - 米西戦争: マニラ湾海戦
- 5月14日 - 第12特別議会召集
- 5月27日 - フランスが広州湾を清より租借

### 6月
- 6月6日
  - 米西戦争: 米軍がグアンタナモ湾に侵攻
  - 英国が九龍半島を清から租借（7月1日発効）
- 6月11日（光緒24年4月23日）- 清、戊戌の変法運動が起こるが、戊戌の政変により失敗
- 6月12日 - フィリピンのエミリオ・アギナルドが独立宣言
- 6月20日 - 米西戦争: 米軍がグアム島に侵攻（翌日占領）
- 6月25日
  - 保安条例廃止
  - 第3次伊藤内閣総辞職
- 6月30日 - 第1次大隈内閣成立（隈板内閣）

### 7月
- 7月1日 - 英国が威海衛を清から租借
- 7月3日 - 米西戦争: サンティアゴ・デ・クーバの戦い、アメリカ海軍がスペイン艦隊を撃破しキューバ近海の制海権を獲得
- 7月16日 - 夫婦同氏等を規定した明治民法の家族法が施行
- 7月17日 - 米西戦争: 米軍がサンティアーゴ・デ・クーバを占領
- 7月25日 - 米西戦争: 米軍がプエルトリコに侵攻

### 8月
- 8月10日 - 第6回衆議院議員総選挙
- 8月12日
  - 米西戦争: 停戦
  - 米国がハワイ共和国を準州として併合
- 8月21日 - 尾崎文相の演説により共和演説事件がおこる

### 9月
- 9月10日 - オーストリア皇后エリーザベトが暗殺される
- 9月19日 - ファショダ事件

### 10月
- 10月1日
  - 東京・京都・大阪の市制特例廃止。
  - 第8・第9・第10・第11・第12の各師団創設。
- 10月15日 - 日本美術院設立（岡倉天心ら）
- 10月24日 - 尾崎文相辞任
- 10月31日 - 第1次大隈内閣総辞職（共和演説事件に端を発する閣内不一致）

### 11月
- 11月2日 - 東亜同文会設立
- 11月7日 - 第13議会召集
- 11月8日
  - 第2次山縣内閣成立
  - 美保関灯台点灯

### 12月
- 12月1日 - 淀橋浄水場竣工。東京に初の近代水道ができる。
- 12月10日 - 米西戦争: パリ条約調印（米国がフィリピン・グアム島・プエルトリコを領有）
- 12月18日 - 上野公園の西郷隆盛像（高村光雲作）除幕式
- 12月26日 - ピエール・キュリー、マリ・キュリー夫妻がラジウムの発見を発表

### 日付不詳
- 片山潜、横山源之助らが貧民研究会を結成。
- ロシア社会民主労働党結成。
- 南イタリアで暴動が発生。
- 4月、高知県に初めて電気灯が導入される[1]。

## 誕生

### 1月
- 1月16日 - 椎名悦三郎、政治家（+ 1979年）
- 1月18日 - 福沢一郎、画家（+ 1992年）
- 1月20日 - 津島文治、青森県知事・自民党衆議院議員・参議院議員（+ 1973年）
- 1月20日 - 高垣眸、作家（+ 1983年）
- 1月23日 - セルゲイ・エイゼンシュテイン、映画監督（+ 1948年）
- 1月23日 - ゲオルク・クーレンカンプ、ヴァイオリニスト（+ 1948年）
- 1月28日 - 池田正之輔、政治家（+ 1986年）
- 1月28日 - 安田徳太郎、医師・歴史家（+ 1983年）
- 1月30日 - 佐々木孝丸、俳優・プロレタリア作家・演出家（+ 1986年）

### 2月
- 2月1日 - レイラ・デンマーク、小児科医（+ 2012年）
- 2月4日 - 伊東深水、日本画家（+ 1972年）
- 2月5日 - 大河内傳次郎、俳優（+ 1962年）
- 2月5日 - 尾崎士郎、小説家（+ 1964年）
- 2月9日 - 八木重吉、詩人（+ 1927年）
- 2月9日 - ヘレーネ・エンゲルマン、フィギュアスケート選手（+ 1985年）
- 2月10日 - ベルトルト・ブレヒト、劇作家・詩人・演出家（+ 1956年）
- 2月11日 - 辻吉之助、ヴァイオリニスト（+ 1985年）
- 2月13日 - 安岡正篤、陽明学者（+ 1983年）
- 2月15日 - 井伏鱒二、小説家（+ 1993年）
- 2月18日 - エンツォ・フェラーリ、フェラーリ創設者（+ 1988年）
- 2月24日 - クルト・タンク、航空エンジニア・テストパイロット（+ 1983年）
- 2月28日 - ヒューゴー・オフラハーティ、カトリック司祭（+ 1963年）

### 3月
- 3月4日 - ジョルジュ・デュメジル、比較神話学者・言語学者（+ 1986年）
- 3月4日 - 宋美齢、蔣介石夫人（+ 2003年）
- 3月5日 - 周恩来、中国の政治家（+ 1976年）
- 3月5日 - 大川ミサヲ、日本のスーパーセンテナリアン、元世界最高齢者（+ 2015年）
- 3月7日 - 稲村隆一、政治家（+ 1990年）
- 3月9日 - 安西冬衛、詩人（+ 1965年）
- 3月13日 - ヘンリー・ハサウェイ、映画監督（+ 1985年）
- 3月17日 - 横光利一、小説家（+ 1947年）
- 3月21日 - ポール・ワイス、生物学者（+ 1989年）
- 3月24日 - 宮田東峰、ハーモニカ奏者（+ 1986年）
- 3月26日 - 今東光、天台宗僧侶・小説家・参議院議員（+ 1977年）
- 3月28日 - 田岡良一 、法学者・京都大学名誉教授（+1985年）

### 4月
- 4月1日 - 小野アンナ、ヴァイオリニスト（+ 1979年）
- 4月6日 - ジャンヌ・エビュテルヌ、画家（+ 1920年）
- 4月9日 - カーリー・ランボー、アメリカンフットボール選手・ヘッドコーチ（+ 1965年）
- 4月12日 - 磯崎辰五郎、法学者（+ 1990年）
- 4月16日 - 土方与志、演出家（+ 1959年）
- 4月17日 - 山錦善次郎、元大相撲力士・関脇（+ 1972年）
- 4月26日 - 内田吐夢、映画監督（+ 1970年）
- 4月28日 - 佐伯祐三、画家（+ 1928年）
- 4月28日 - 浜野清吾、政治家（+ 1990年）

### 5月
- 5月7日 - 永野若松、原爆被災時の長崎県知事（+ 1977年）
- 5月11日 - C・O・スライフィールド、音響監督（+ 1974年）
- 5月16日 - 溝口健二、映画監督（+ 1956年）
- 5月16日 - タマラ・ド・レンピッカ、画家（+ 1980年）
- 5月18日 - 片倉衷、陸軍軍人 (+ 1991年)
- 5月25日 - ミッシャ・レヴィツキ、ピアニスト（+ 1941年）

### 6月
- 6月2日 - 河野一郎、政治家（+ 1965年）
- 6月5日 - フェデリコ・ガルシーア・ロルカ、詩人・劇作家（+ 1936年）
- 6月6日 - ニネット・ド・ヴァロア、バレエダンサー、振付師（+ 2001年）
- 6月17日 - マウリッツ・エッシャー、画家（+ 1972年）
- 6月21日 - 渋沢信雄、実業家（+ 1967年）
- 6月22日 - エーリヒ・マリア・レマルク、ドイツの作家（+ 1970年）
- 6月26日 - 落合英二、薬学者（+ 1974年）
- 6月30日 - ヤン・ダーメン、ヴァイオリニスト（+ 1957年）

### 7月
- 7月1日 - 田中勝雄、野球選手（+ 1995年）
- 7月2日 - 岡鹿之助、洋画家（+ 1978年）
- 7月3日 - 久板栄二郎、劇作家・脚本家（+ 1976年）
- 7月4日 - ガートルード・ウィーバー、元世界最高齢者、1898年生まれの最後の生き残り（+ 2015年[2]）
- 7月6日 - ハンス・アイスラー、作曲家（+ 1962年）
- 7月14日 - ハッピー・チャンドラー、MLBコミッショナー（+ 1991年）
- 7月19日 - ヘルベルト・マルクーゼ、哲学者（+ 1979年）
- 7月22日 - アレクサンダー・カルダー、彫刻家・現代美術家（+ 1976年）
- 7月22日 - 天野芳太郎、実業家・考古学者（+ 1982年）
- 7月30日 - ヘンリー・ムーア、彫刻家・芸術家（+ 1986年）

### 8月
- 8月9日 - 麻生豊、漫画家（+ 1961年）
- 8月15日 - 吉田一穂、詩人・評論家（+ 1973年）
- 8月29日 - プレストン・スタージェス、映画監督・脚本家（+ 1959年）

### 9月
- 9月1日 - 藤浦洸、作詞家・詩人（+ 1979年）
- 9月1日 - 田崎広助、洋画家（+ 1984年）
- 9月4日 - 松田尚之、彫刻家（+ 1995年）
- 9月9日 - フランキー・フリッシュ、メジャーリーガー（+ 1973年）
- 9月11日 - 明石潮、俳優（+ 1986年）
- 9月12日 - ベン・シャーン、画家（+ 1969年）
- 9月16日 - H・A・レイ、児童文学作家（+ 1977年）
- 9月18日 - ジョージ・ウール、メジャーリーガー（+ 1985年）
- 9月20日 - 中山伊知郎、経済学者（+ 1980年）
- 9月24日 - 新田恭一、野球選手（+ 1986年）
- 9月26日 - ジョージ・ガーシュウィン、作曲家（+ 1937年）

### 10月
- 10月1日 - 久慈次郎、野球選手（+ 1939年）
- 10月9日 - ジョー・シーウェル、メジャーリーガー（+ 1990年）
- 10月5日 - 政岡憲三、アニメーター（+ 1988年）
- 10月12日 - 伊藤大輔、映画監督・脚本家（+ 1981年）
- 10月12日 - オスカル・ウプラウス、サッカー選手（+1968年）
- 10月30日 - ビル・テリー、メジャーリーガー（+ 1989年）

### 11月
- 11月18日 - 近衛秀麿、指揮者（+ 1973年）
- 11月21日 - ルネ・マグリット、画家（+ 1967年）
- 11月24日 - 劉少奇、第2代中華人民共和国主席（+ 1969年）

### 12月
- 12月1日 - 田畑政治、新聞記者・日本水泳連盟会長・JOC会長（+ 1984年）
- 12月2日 - 蕗谷虹児、画家・詩人（+ 1979年）
- 12月3日 - レジナルド・ブライス、日本文化研究者（+ 1964年）
- 12月5日 - 藤原義江、オペラ歌手・声楽家（+ 1976年）
- 12月11日 - 東海林太郎、歌手（+ 1972年）
- 12月12日 - 大内青圃、仏師・彫刻家（+ 1981年）
- 12月12日 - 黒島伝治、小説家（+ 1943年）
- 12月19日 - ウィリアム・ルベイ、地質学者（+ 1974年）
- 12月20日 - アイリーン・ダン、女優 (+ 1990年)
- 12月21日 - 茅誠司、物理学者（+ 1988年）
- 12月27日 - 浅沼稲次郎、政治家、日本社会党委員長（+ 1960年）

## 誕生日不詳
- 平野ミドリ - 看護師（+ 1983年）

## 死去

### 1月
- 1月14日 - ルイス・キャロル、童話『不思議の国のアリス』作者・数学者（* 1832年）
- 1月16日 - アントワーヌ・マルモンテル、ピアニスト・教育者・著述家（* 1816年）

### 2月
- 2月7日 - アドルフォ・ファルサーリ、写真家（* 1841年）

### 3月
- 3月16日 - オーブリー・ビアズリー、画家（* 1872年）
- 3月20日 - イヴァン・シーシキン、画家（* 1832年）

### 4月
- 4月11日 - エドアルド・キヨッソーネ、画家・版画家（* 1833年）
- 4月17日 - ボビー・マシューズ、メジャーリーガー（* 1851年）
- 4月18日 - ギュスターヴ・モロー、画家（* 1826年）
- 4月30日 - フィリップ・ハモジェニーズ・コールドロン、画家（* 1833年）

### 5月
- 5月4日 - ウィリアム・ヘンリー・トレスコット、政治家（* 1822年）
- 5月15日 - エドゥアルト・レメーニ、ヴァイオリニスト （* 1830年）
- 5月19日 - ウィリアム・グラッドストン、政治家、イギリス首相（* 1809年）

### 6月
- 6月17日 - エドワード・バーン＝ジョーンズ、美術家（* 1833年）

### 7月
- 7月7日 - ニコライ・ヤロシェンコ、画家（* 1846年）
- 7月15日 - 稲葉正邦、老中、山城国淀藩第12代藩主（* 1834年）
- 7月30日 - オットー・フォン・ビスマルク、プロイセン首相（* 1815年）

### 8月
- 8月3日 - カール・グスタフ・アドルフ・クニース、経済学者（* 1821年）
- 8月7日 - ジェームズ・ホール、地質学者・古生物学者（* 1811年）
- 8月8日 - ウジェーヌ・ブーダン、画家（* 1824年）
- 8月23日 - フェリシアン・ロップス、画家・版画家（* 1833年）

### 9月
- 9月9日 - ステファヌ・マラルメ、詩人（* 1842年）
- 9月10日 - エリーザベト皇后、オーストリア・ハンガリー帝国皇帝フランツ・ヨーゼフ1世の皇后（* 1837年）

### 10月
- 10月16日 - ジュール＝ウジェーヌ・ルヌヴー、画家（* 1819年）
- 10月24日 - ピエール・ピュヴィス・ド・シャヴァンヌ、画家（* 1824年）

### 11月
- 11月4日 - 橘家圓太郎（四代目）、落語家（* 1845年）
- 11月12日 - ジョン万次郎、漂流民・通訳・教師（* 1827年）

### 12月
- 12月19日 - 河田小龍、土佐藩士・日本画家（* 1824年）